# Adolf Luchner
Adolf Luchner (* 18. Juni 1926 in Schwaz; † 16. Dezember 1995 ebenda) war ein österreichischer Maler, Grafiker und Kunsterzieher.

## Leben
Adolf Luchner wuchs in einer Großfamilie in Schwaz auf. Er besuchte die Lehrerbildungsanstalt in Innsbruck und legte die Lehrbefähigungsprüfung für Volksschulen und für Hauptschulen ab. Nach dem Militärdienst im Zweiten Weltkrieg und Kriegsgefangenschaft war er als Lehrer an den Volksschulen in Schwaz und Gerlosberg und ab 1951 an der Hauptschule Schwaz tätig. 1971 übernahm er die Leitung der Hauptschule Weer.
Als Lehrer setzte er neue Akzente und förderte die Kinderkunst. In den 1960er Jahren arbeitete er bei der Firma Swarovski in Wattens an der Entwicklung des „Kristallglasmosaiks“ mit, eines neuen Materials für künstlerisches Arbeiten an Schulen. Er schuf damit Werke, die europaweit auf Ausstellungen und Messen präsentiert wurden und veröffentlichte das Buch Leuchtendes Kristallglas-Mosaik, das in mehrere Sprachen übersetzt wurde. Von 1965 bis 1975 war er Landesleiter des Bundes österreichischer Kunst- und Werkerzieher.
Ab den 1950er Jahren war Luchner künstlerisch tätig. Bei der Internationalen Sommerakademie für Bildende Kunst 1956 in Salzburg lernte er bei Oskar Kokoschka, Slavi Soucek und Werner Otte. Er war mit vielen Techniken vertraut und schuf Aquarelle, Ölbilder, Zeichnungen, Monotypien und Illustrationen, aber auch Fresken, Sgraffiti und Mosaiken, unter anderem an öffentlichen Gebäuden im Rahmen der Kunst-am-Bau-Aktion des Landes Tirol in der Nachkriegszeit. Seine Motive waren Stillleben, Porträts und insbesondere Landschaften, die er über kurze kubistische Versuche zur Abstraktion führte.
Luchner war Mitautor und Illustrator von Lesebüchern für die Volksschule, die ab 1965/66 neu erschienen. Im Gegensatz zu den spartanisch ausgestatteten Schulbücher der Nachkriegszeit erhielten diese farbenkräftige Aquarelle und prägnante Tuschzeichnungen Luchners, die viel gelobt wurden. Unter dem Titel Frohes Lernen wurden die Bücher auch in Bayern herausgegeben und an Grundschulen genutzt.
Auch im Schwazer Kulturleben war Luchner sehr aktiv. Er regte die Serenadenkonzerte im Franziskanerkloster an und war maßgeblich an der Realisierung der überregional beachteten Ausstellung Begegnung in Schwaz '82: Franziskanische Klosterkunst – 800 Jahre Franz von Assisi beteiligt. Von 1978 bis 1995 war er Obmann des Museums- und Heimatschutzvereins Schwaz. In dieser Funktion sorgte er, zusammen mit seinem Vorgänger Norbert Forster, dafür, dass das Rabalderhaus in der Schwazer Altstadt angekauft und als Museum und Ausstellungsraum revitalisiert wurde.

## Auszeichnungen
- Preis des Landes Tirol für graphisches Schaffen, 1955
- Berufstitel Professor, 1989[4]

## Publikationen
- Kommt, wir wollen lesen und schreiben. Schreiblesebuch für die erste Schulstufe. Hrsg. von einer Lehrergemeinschaft unter Leitung von Hans Eiter. Illustration und Schrift von Adolf Luchner. Leitner, Wels 1962
- Kommt, lest mit. Lesebuch für die 2. Schulstufe. Hrsg. von Hans Eiter, Adolf Luchner, Rudolf Messner, illustriert von Adolf Luchner. Hölder-Pichler-Tempsky u. a., Wien 1965
- Durchs bunte Jahr. Lesebuch für die 3. Schulstufe. Hrsg. von Hans Eiter, Adolf Luchner, Rudolf Messner. illustriert von Adolf Luchner. Leykam u. a., Graz 1966
- Zwischen den Zeilen. Lesebuch für die 4. Schulstufe. Hrsg. und verf. von Hermann Gritsch, Adolf Luchner, Rudolf Messner. Österreichischer Bundesverlag u. a., Wien 1975
- Tag für Tag. Lesebuch für die 2. Schulstufe. Hrsg. und verf. von Hermann Gritsch, Adolf Luchner, Rudolf Messner, illustriert von Adolf Luchner. Österreichischer Bundesverlag u. a., Wien 1979
- Und wir sind mittendrin. Lesebuch für die 3. Schulstufe. Hrsg. und verf. von Hermann Gritsch, Adolf Luchner, Rudolf Messner. Österreichischer Bundesverlag u. a., Wien 1979
- Beim Wort genommen. Lesebuch für die 4. Schulstufe. Hrsg. und verf. von Hermann Gritsch, Adolf Luchner, Rudolf Messner. Österreichischer Bundesverlag u. a., Wien 1980
- Leuchtendes Kristallglas-Mosaik. Frech, Stuttgart 1967

## Werke im öffentlichen Raum

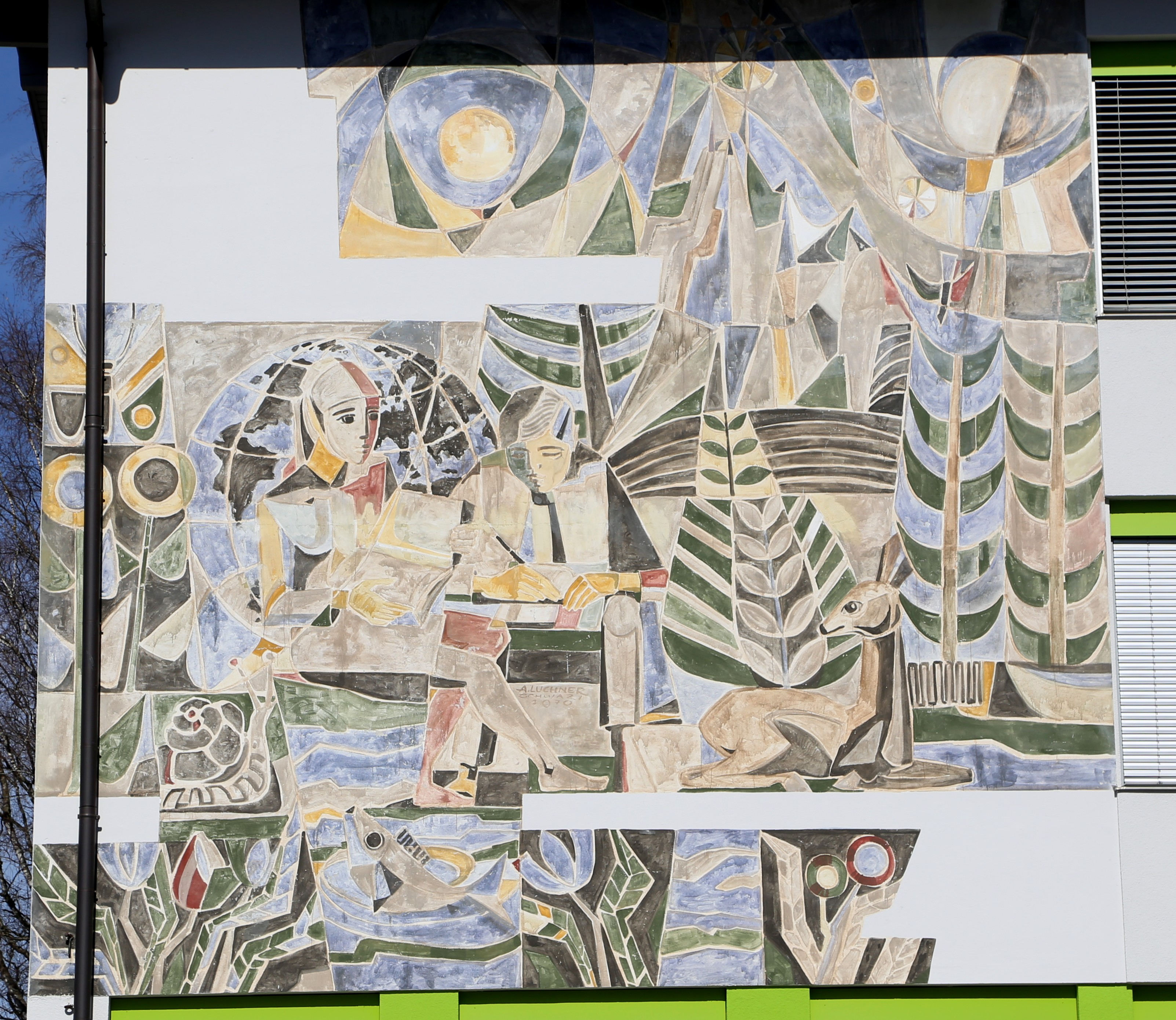
Sgraffito an der Mittelschule Ebbs (1970)

- Sgraffito, Wohnanlage Karwendelstraße 7–11, Schwaz, 1956[5]
- Fassadenfresko Maria mit Kind, Spielwangerkapelle, Schwaz um 1960[6]
- Sgraffito Maria mit Kind, Familie und Handwerkern, Kolpinghaus, Schwaz, 1963 (Gebäude 2015 abgetragen)[7]
- Sgraffito Evangelist Lukas als Patron der Metzger, Wohn- und Geschäftsgebäude Mühlegger Metzger, Schwaz, 1965[8]
- Sgraffito bäuerliches Leben, Familie, Gemeindewappen, Volksschule Stans, 1967/68[9]
- Sgraffito, Mittelschule Ebbs, 1970[10]
- Wandbild Landschaft mit Getreidefeld und Bäurin, Raiffeisenbank, Niederndorf, 1977[11]
- Entwurf Glasmalereifenster, Friedhofskapelle Weer, 1983[12]
- Fassadenfresko hl. Barbara, Rote Kapelle, Schwaz[13]